# Cantone di Le Perche
Il Cantone di Le Perche è una divisione amministrativa dell'Arrondissement di Blois e dell'Arrondissement di Vendôme.
È stato costituito a seguito della riforma approvata con decreto del 21 febbraio 2014, che ha avuto attuazione dopo le elezioni dipartimentali del 2015.

## Composizione
Comprende i 50 comuni di:
- Arville
- Baillou
- Beauchêne
- Bonneveau
- Bouffry
- Boursay
- Brévainville
- Busloup
- Cellé
- La Chapelle-Enchérie
- La Chapelle-Vicomtesse
- Chauvigny-du-Perche
- Choue
- Cormenon
- Danzé
- Droué
- Épuisay
- Fontaine-les-Coteaux
- Fontaine-Raoul
- La Fontenelle
- Fortan
- Fréteval
- Le Gault-Perche
- Lignières
- Lisle
- Moisy
- Mondoubleau
- Morée
- Oigny
- Ouzouer-le-Doyen
- Pezou
- Le Plessis-Dorin
- Le Poislay
- Rahart
- Renay
- Romilly
- Ruan-sur-Egvonne
- Saint-Agil
- Saint-Avit
- Saint-Firmin-des-Prés
- Saint-Hilaire-la-Gravelle
- Saint-Jean-Froidmentel
- Saint-Marc-du-Cor
- Sargé-sur-Braye
- Savigny-sur-Braye
- Souday
- Sougé
- Le Temple
- La Ville-aux-Clercs
- Villebout